# Agrasen Ki Baoli

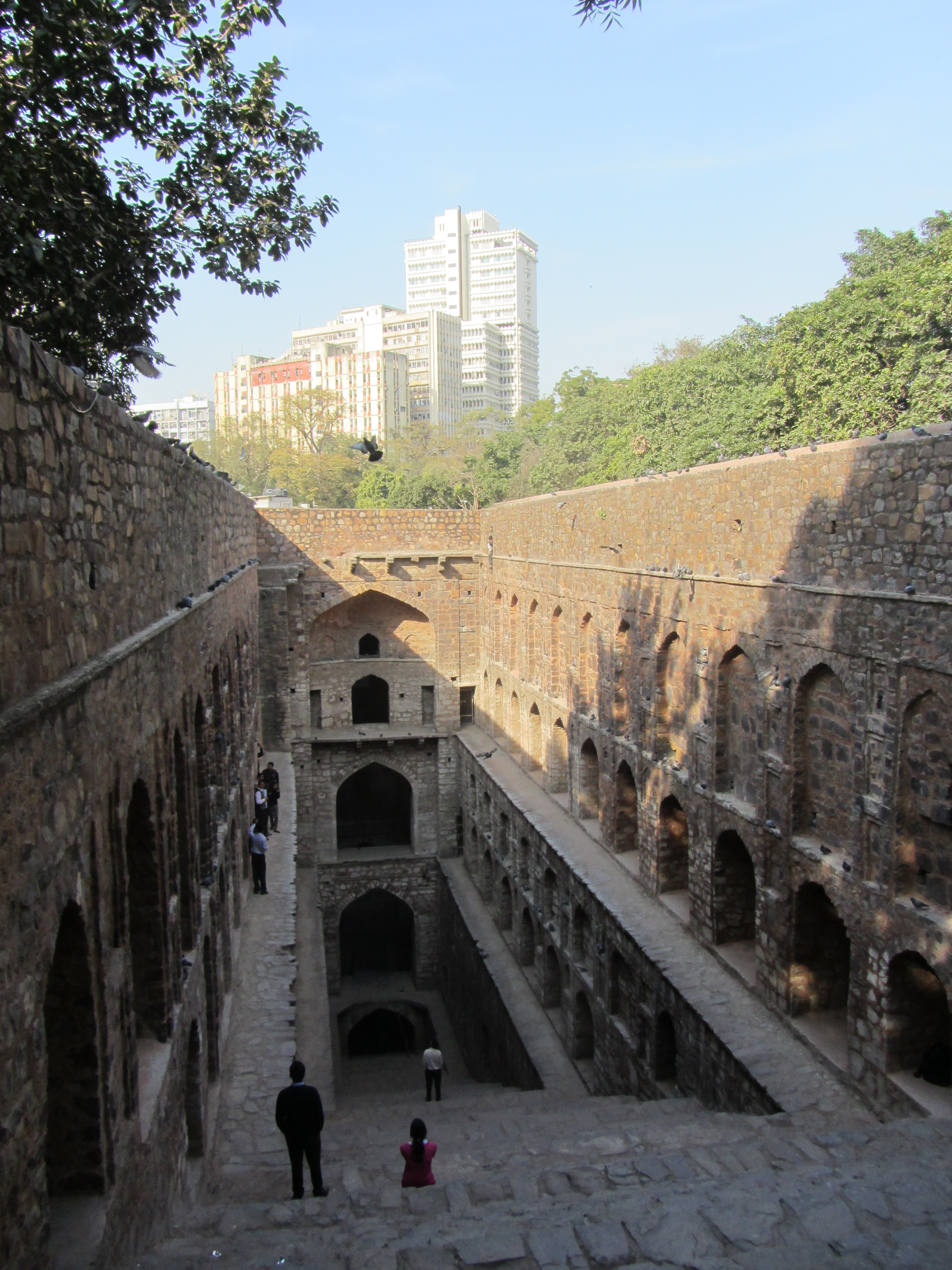
Agrasen Ki Baoli in New Delhi; im Hintergrund die Hochhäuser am Connaught Place

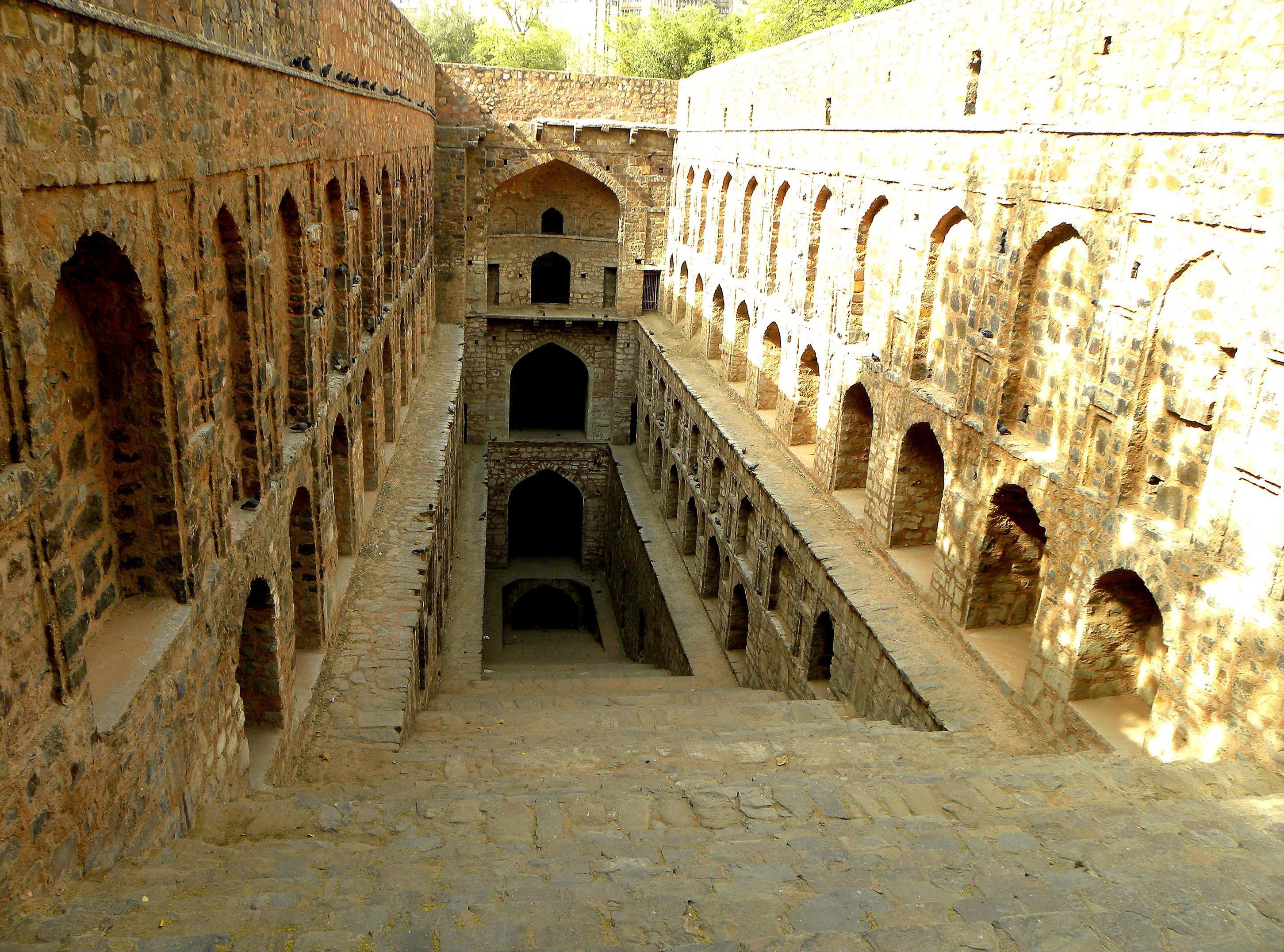
Agrasen Ki Baoli

Der Agrasen Ki Baoli (Hindi: अग्रसेन की बावली) ist ein ins Erdreich versenktes Brunnenbauwerk (Stufenbrunnen) aus dem 14. oder 15. Jahrhundert in der Nähe des Connaught Place in New Delhi, Indien.

## Geschichte
Nach lokaler Überlieferung soll der Agrasen-Stufenbrunnen mehr als 2000 Jahre alt sein. Dem widerspricht jedoch seine strenge und anikonische Architektur, die mit ihren seitlichen Blendbogenreihen eher dem 15. oder 16. Jahrhundert, also der islamisch dominierten Zeit des Sultanats von Delhi oder der Mogulzeit zuzurechnen ist. Es soll von den Agravalis gestiftet worden sein, die überwiegend der wohlhabenden Händlerkaste der vaishyas angehörten.

## Funktion
Während der alljährlichen Monsunzeit im Sommer füllt sich der gesamte Bau mit Regenwasser, das anschließend wieder verdunstet bzw. durch die Baufugen zwischen den Steinen im umliegenden Erdreich versickert. Wegen der Treppenbauweise konnte jedoch ehedem ohne Hilfe durch Seilwinden oder von Tieren (Ochsen oder Kamele) zu jeder Tages- und Jahreszeit Wasser geschöpft werden – eine Aufgabe, die in früheren Zeiten meist den Frauen oblag.

## Architektur
Die tiefste Stelle des etwa 60 m langen, 15 m breiten und etwa 20 m tiefen Bauwerks lag ursprünglich permanent unterhalb des Grundwasserspiegels, der jedoch in den letzten Jahrzehnten stetig weiter abgesunken ist. Die Rückwand der oberen Nische am dahinter befindlichen runden Brunnenschacht ist leicht gekrümmt, wohingegen die anderen Nischen mit flachen Wänden schließen. Nicht nur die Haupttreppe führt nach unten, sondern auch zwei schmale, hinter den seitlichen Arkadenbögen verborgene Treppen; diese boten einen zusätzlichen Licht- und Sichtschutz (vor allem für Frauen). 